# Dejan Žigon
Dejan Žigon, slovenski nogometaš, * 30. marec 1989, Šempeter pri Gorici.
Žigon je profesionalni nogometaš, ki igra na položaju vezista. V svoji karieri je igral za slovenske klube Gorica, Bela Krajina in Bilje, poljsko Olimpio Grudziądz ter italijanske Barletto, Belluno 1905, Cjarlins Muzane, Brian Lignano, Gemonese in Pro Gorizia. Skupno je v prvi slovenski ligi odigral 174 tekem in dosegel 33 golov. Bil je tudi član slovenske reprezentance do 18 in 19 let. 